# Enrico Carnevale Schianca

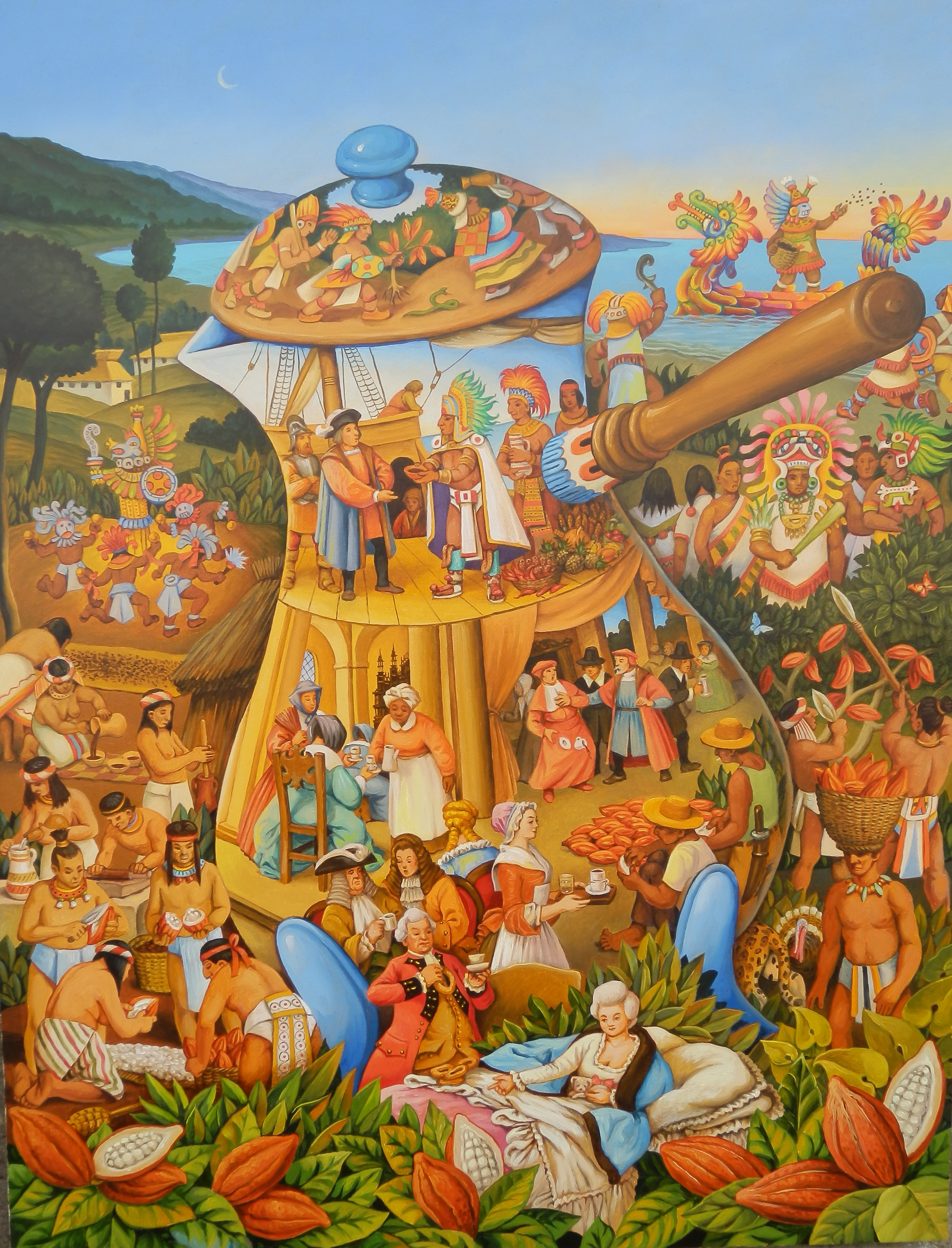
La Cioccolatiera (olio su tela 50x65 cm)

Enrico Carnevale Schianca (Gambolò, 14 febbraio 1943 – Milano, 17 maggio 2020) è stato un saggista, storico della cucina e pittore italiano.

## Biografia
Si laureò in giurisprudenza all'Università di Pavia con una tesi di storia del diritto. Negli anni ’90 collaborò con il mensile illustrato Nuova Cucina, diretto nominalmente da Ugo Tognazzi, e successivamente con il quadrimestrale storico Appunti di Gastronomia per cui scrisse nell'arco di un ventennio articoli e saggi brevi sulla cucina e dietetica del Medioevo. Nel 2011 pubblicò per Olschki La cucina medioevale, in cui viene offerta una visione sinottica dei ricettari italiani del tardo Medioevo in forma di glossario; l'opera fu accolta con interesse dagli studiosi del ramo e vinse in Francia il Prix de la Littérature Gastronomique. Per lo stesso editore curò una nuova traduzione dell’opera più nota di Bartolomeo Sacchi, De honesta voluptate et valitudine, corredata di note che fanno luce sulla genesi e sulle fonti del testo platiniano. Nel 2019 partecipò al progetto digitale “La Biblioteca di Leonardo” del Museo Galileo e della Biblioteca Nazionale Centrale di Firenze.

## Pittura
Attratto da molteplici interessi, è stato pittore per passione; ha svolto anche attività di illustratore per libri e riviste e scritto un manuale di introduzione al disegno tradotto in più lingue. Il suo linguaggio, in prevalenza figurativo, è in bilico tra suggestioni fiamminghe e approdi favolistici e in una prima fase "può richiamare, per dei punti di contatto anche nello spirito, Brueghel il Vecchio” (Dino Villani). 
Nel 2023 gli è stata intitolata un’aula del Liceo Benedetto Cairoli di Vigevano, presso cui sono conservate alcune sue opere grafiche.

## Opere (elenco parziale)
- Corso di disegno a matita, Milano, De Vecchi, 1993, ISBN 88-412-1130-X.
- ”Tractatus de modo preparandi et condiendi omnia cibaria” (traduzione e commento), in Appunti di Gastronomia, vol. 26, Milano, Condeco, 1998,  pp. 5-108, ISSN 1593-263X (WC · ACNP).
- I pesci nel lessico culinario italiano, in Appunti di Gastronomia, vol. 28, Milano, Condeco, 1999,  pp. 27-72, ISSN 1593-263X (WC · ACNP).
- Maino de Maineri e l’”Opusculum de saporibus” (con traduzione), in Appunti di Gastronomia, vol. 31, Milano, Condeco, 2000,  pp. 13-47, ISSN 1593-263X (WC · ACNP).
- Il "Liber de ferculis et condimentis", un ricettario di cucina araba nella traduzione di Jambobino da Cremona (traduzione e commento), in Appunti di Gastronomia, vol. 35, Milano, Condeco, 2001,  pp. 5-60, ISSN 1593-263X (WC · ACNP).
- Il "Regimen sanitatis" di Antonio Benivien (traduzione e commento), in Appunti di Gastronomia, vol. 44, Milano, Condeco, 2004,  pp. 9-56, ISSN 1593-263X (WC · ACNP).

- La cucina medievale. Lessico, storia, preparazioni, Firenze, Olschki, 2011,  pp. XLVI-756, ISBN 9788822260734.

- Note di storia della gastronomia, in Lomellina, il gusto di una storia, Stefano Tomiato, Guardamagna, 2012, ISBN 9788895193816.

- Il trattato “De cibis boni et mali succi” di Claudio Galeno (traduzione e commento), in Appunti di Gastronomia, vol. 29, Milano, Condeco, 2015, ISSN 1593-263X (WC · ACNP).

- I ‘marubini’ di Frascarolo, in SIBRIUM, vol. 29, Varese, Centro di Studi Preistorici e Archeologici di Varese, 2015,  pp. 417-455, ISSN 0559-9628 (WC · ACNP).
- De honesta voluptate et valitudine. Un trattato sui piaceri della tavola e la buona salute, a cura di Enrico Carnevale Schianca, Olschki, 2015,  p. 596, ISBN 978-8822263797.
- Dispensa e cantina, in I Gonzaga, cavalieri, vesti, argenti, vino. La “magna curia” del 1340, a cura di Daniela Ferrari e Chiara Buss, Silvana Editoriale, 2016,  pp. 417-455, ISBN 88-366-3585-7.
- Una proposta per gli acetaria di Plinio  (PDF) (abstract), in Studi italiani di Filologia classica, vol. 16, 2018, ISSN 0039-2987 (WC · ACNP).
- Di alcuni poco noti arabismi nel lessico di cucina tardo-medievale (abstract), in Quaderni di Filologia Romanza, n. 26-26, 2019,  pp. 65-83, ISSN 1722-7097 (WC · ACNP). URL consultato il 26 aprile 2020 (archiviato dall'url originale il 28 agosto 2020).
- Bartolomeo Sacchi detto Platina, De honesta voluptate, in La biblioteca di Leonardo, a cura di Carlo Vecce, Giunti Editore, 2021,  pp. 352-353, ISBN 978-88-09-89778-6.